# Iowa Highway 14
Der Iowa Highway 14 ist eine den US-amerikanischen Bundesstaat Iowa von Süd nach Nord fast komplett durchlaufende State Route. Der IA 14 ist 188 km lang und verläuft durch das Zentrum Iowas entlang der östlichen Peripherie der Metropolregion um die Hauptstadt Des Moines.

## Verlauf
Der südliche Endpunkt des Highways befindet sich an der Einmündung in den Iowa Highway 2 im Zentrum von Corydon, dem rund 20 km nördlich der Grenze Iowas zu Missouri liegenden Verwaltungssitz des Wayne County. Die Straße führt in nördlicher Richtung, passiert nach wenigen Kilometern den Ort Millerton und erreicht das Lucas County. 
In dessen Zentrum erreicht der IA 14 den Stadtrand von dessen Verwaltungssitz Chariton und kreuzt dort den U.S. Highway 34, der die südliche Umgehungsstraße der Stadt bildet. Im Stadtgebiet unterquert der Highway eine Eisenbahnlinie der BNSF Railway und kreuzt im Stadtzentrum den U.S. Highway 34 Business genannten alten US 34. Danach führt die Straße weiter in Richtung Norden. Bei Williamson biegt der IA 14 in nordöstliche Richtung ab und quert über eine Brücke eine Eisenbahnstrecke der Union Pacific.
Danach erreicht die Straße das Marion County, wo der sich der Verlauf wieder in nördliche Richtung wendet. Südlich von dessen Zentrum Knoxville befindet sich links des IA 14 der Knoxville Municipal Airport, woran sich die Kreuzung mit dem vierspurig ausgebauten Iowa Highway 5 anschließt. Danach führt der IA 14 als Hauptstraße durch Knoxville und quert über eine Brücke wenige Kilometer nördlich der Stadt den zum Lake Red Rock aufgestauten Des Moines River. 
Etwa 8 km nördlich erreicht die Straße mit der Kleinstadt Monroe das Jasper County. Hier kreuzt an der südlichen Stadtgrenze der zum Freeway ausgebaute Iowa Highway 163. Weiter nördlich kreuzt die Straße über eine Brücke den South Skunk River. Weiter nördlich kreuzt der hier die kürzeste Verbindung von Des Moines nach Iowa City bildende Interstate Highway 80. Danach führt der IA 14 durch das Verwaltungszentrum Newton und trifft im Stadtgebiet auf den U.S. Highway 6. In Newton unterquert die Straße die von Des Moines zum Mississippi führende Hauptstrecke der Iowa Interstate Railroad (IAIS). Nach einigen Kilometern in abwechselnd nördlicher und östlicher Richtung verlässt der IA 14 das Jasper County.
Südlich von Laurel tritt die Route in das Marshall County ein. Nach rund 13 km kreuzt der zum Freeway ausgebaute U.S. Highway 30, der die südliche Umgehungsstraße des Verwaltungszentrums Marshalltown bildet. Der IA 14 verläuft in Süd-Nord-Richtung als Hauptstraße durch die Stadt und kreuzt hier eine weitere Eisenbahnstrecke der Union Pacific, die in Marshalltown einen Rangierbahnhof unterhält. Mit der Überquerung des Iowa River verlässt der IA 14 das Stadtgebiet, passiert nach wenigen Kilometern den auf der linken Seite gelegenen Marshallton Municipal Airport und verlässt nach weiteren 11 km das Marshall County.
Nach der Grenze zum Grundy County passiert der IA 14 den rechts der Straße liegenden Ort Conrad. Weiter nördlich trifft die Straße auf den Iowa Highway 175 und verläuft auf einem gemeinsamen Streckenabschnitt mit diesem nun in östliche Richtung. Im Verwaltungszentrum Grundy Center verlässt der IA 14 den IA 175 in nördlicher Richtung. Weiter nördlich kreuzt der zum Freeway ausgebaute U.S. Highway 20, der hier die kürzeste Verbindung von Sioux City nach Waterloo bildet.
In Parkersburg hat die Straße das Butler County erreicht und kreuzt hier versetzt den Iowa Highway 57. Im Norden des Stadtgebiets kreuzt der IA 14 über einen Bahnübergang eine Eisenbahnstrecke der Canadian National Railway (CN). Mit der Überquerung des Beaver Creek verlässt der IA 14 die Stadt in nördlicher Richtung. Weiter nördlich befindet sich an der linken Straßenseite mit der Big Marsh Wildlife Area ein Schutzgebiet, an das sich die Überquerung des westlichen Cedar River anschließt. Im weiteren nördlichen Verlauf erreicht der IA 14 den Verwaltungssitz Allison, wo der Iowa Highway 3 versetzt kreuzt. Im Nordosten des Stadtgebiets passiert die Straße den an der rechten Straßenseite gelegenen Allison Municipal Airport. Am Nordrand des Butler Countys erreicht der IA 14 die Kleinstadt Greene, wo der Shell Rock River und anschließend eine parallel verlaufende Eisenbahnstrecke der Iowa Interstate Railroad überquert wird. 
Nach dem Verlassen des Stadtgebiets von Greene tritt der IA 14 in das Floyd County ein. Nachdem die an der rechten Straßenseite befindlichen Puhl Wildlife Area und Koebrick Wildlife Area passiert wurden, biegt die Straße weiter nördlich nach Osten ab. Kurz vor dem Erreichen des Verwaltungszentrums Charles City kreuzt der zum Freeway ausgebaute U.S. Highway 218 und der hier auf einem gemeinsamen Streckenabschnitt verlaufende Iowa Highway 27, die die westliche und südliche Umgehungsstraße der Stadt bilden. Der IA 14 endet mit der Kreuzung mit dem U.S. Highway 18 und geht in die Main Street von Charles City über, die etwa 100 m danach den Cedar River überquert.